# Midget Bicar
Midget Bicar is een historisch motorfietsmerk.
De bedrijfsnaam was: Walton Motor Company, Lynbrook (New York), USA (1908-1910).
J.F. Brown in Londen ontwikkelde deze motorfiets met platenframe en bouwde er 3½- en 5 pk Fafnir-motoren in. Het Amerikaanse bedrijf Walton bouwde deze motorfietsen onder licentie na voor de Amerikaanse markt, maar voorzag ze van eigen V-twins.